# Collafirth (Northmavine)

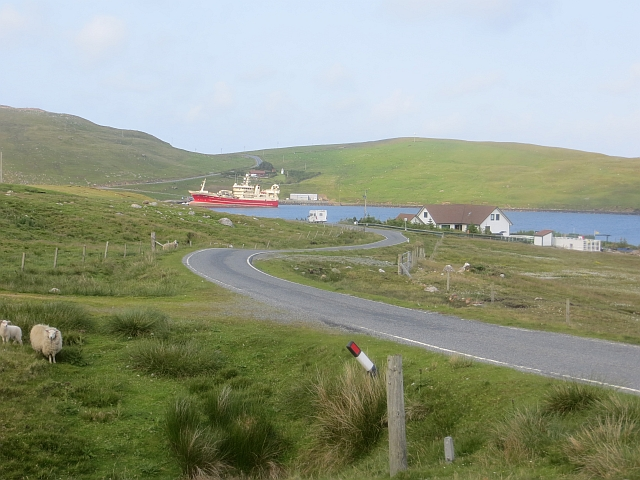
Die A970 und Collafirth von Süden

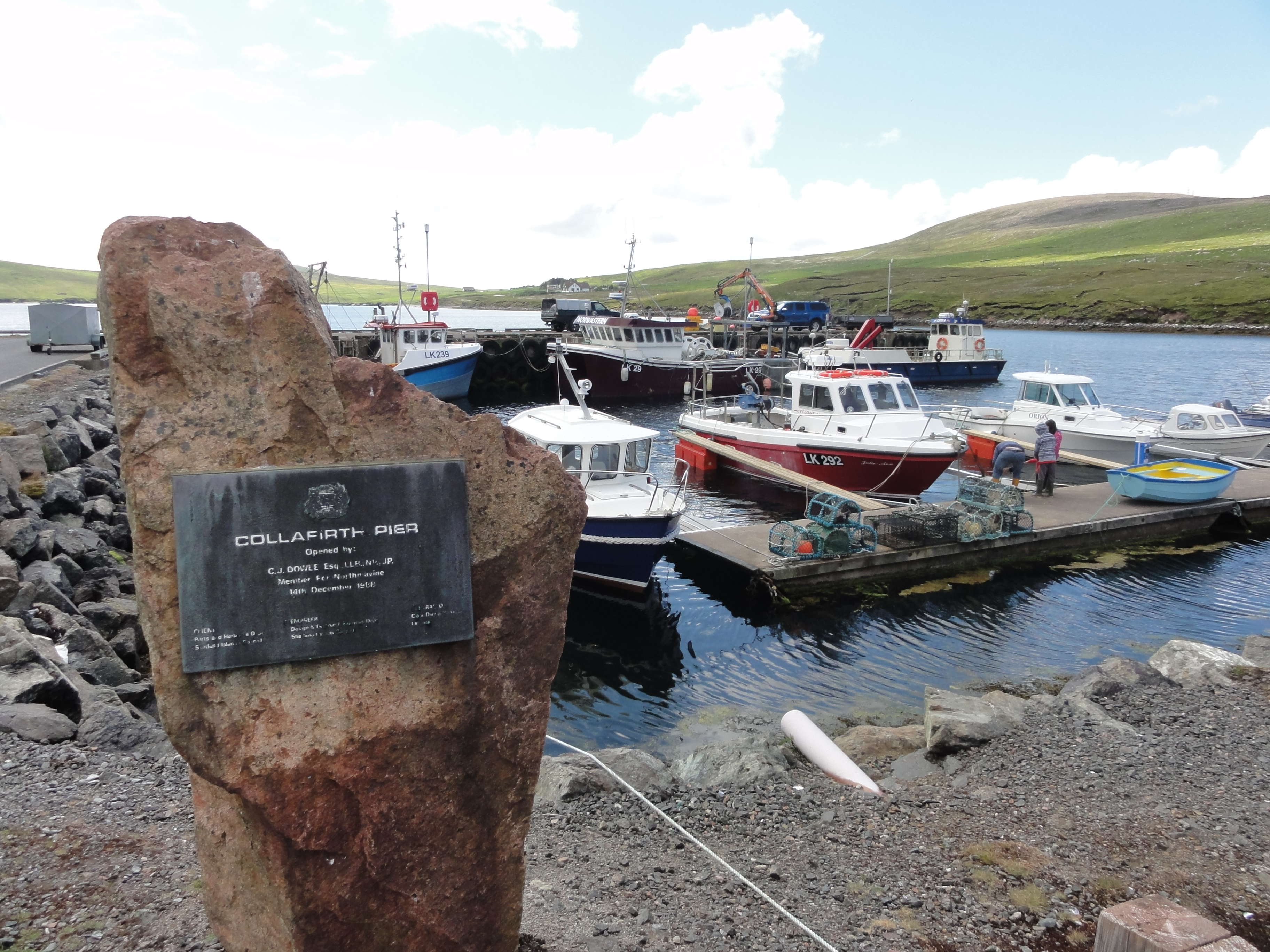
Boote am Hafen von Collafirth

Collafirth ist eine Ortschaft, die in Schottland im Nordwesten der Shetlandinseln liegt.

## Geographie
Die Ortschaft umfasst zwei Teile, North Collafirth im Nordosten und South Collafirth im Südwesten. Sie erstrecken sich entlang des oberen Endes der Meeresbucht Colla Firth, die zum Yell Sound gehört. Überragt wird der Ort, der auf der östlichen Seite der Halbinsel Northmavine liegt, vom 233 Meter hohen Collafirth Hill im Nordwesten. Nach Lerwick sind es 63 Kilometer im Süden. Ortschaften in der Nähe sind Housetter im Nordosten und Voe im Südwesten.

## Historisches
Im Rahmen der historischen Gliederung Schottlands in Civil Parishes zählt Collafirth zu Northmaven.

## Verkehr
Erschlossen wird Collafirth von der A970, die, in diesem Abschnitt, in nördlicher Richtung nach Isbister führt.